# آبشار وان تریومپ
آبشار وان تریومپ (به انگلیسی: Van Trump Falls) آبشاری است که در پارک ملی کوه رینیر، ایالات متحده آمریکا واقع شده و ارتفاع کلی ریزشگاه آن ۱۷۰ فوت (۵۲ متر) است.